# 유엔 경제사회국

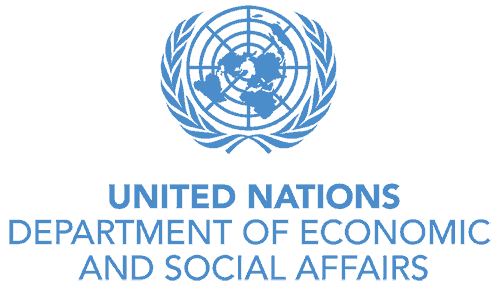

유엔 경제사회국(영어: United Nations Department of Economic and Social Affairs, UN DESA)은 유엔 사무국의 하나이며, 주요 유엔 정상회담 및 회의의 후속 조치는 물론 유엔 경제사회이사회와 유엔 총회의 제2 및 제3위원회에 대한 서비스를 책임지고 있다. 유엔 경제사회국은 경제적, 사회적, 환경적 문제를 해결하기 위해 전세계 국가들의 의제 설정 및 의사결정을 지원한다.

## 같이 보기
- 유엔
- 유엔 경제사회이사회